# Emanuel Filibert, Duce de Savoia
Emanuel Filibert (italiană Emanuele Filiberto; n. 8 iulie 1528 – d. 30 august 1580) a fost Duce de Savoia din 1553 până în 1580.

## Biografie
Născut la Chambéry, Emanuel Filibert a fost singurul copil care a atins vârsta adultă al Ducelui Carol al III-lea de Savoia și a Infantei Beatrice a Portugaliei. Mama lui era cumnata împăratului Carol Quintul iar viitorul Duce a servit în armata lui Carol în timpul războiului împotriva regelui Francisc I al Franței distingându-se prin capturarea comunei Hesdin în iulie 1553.

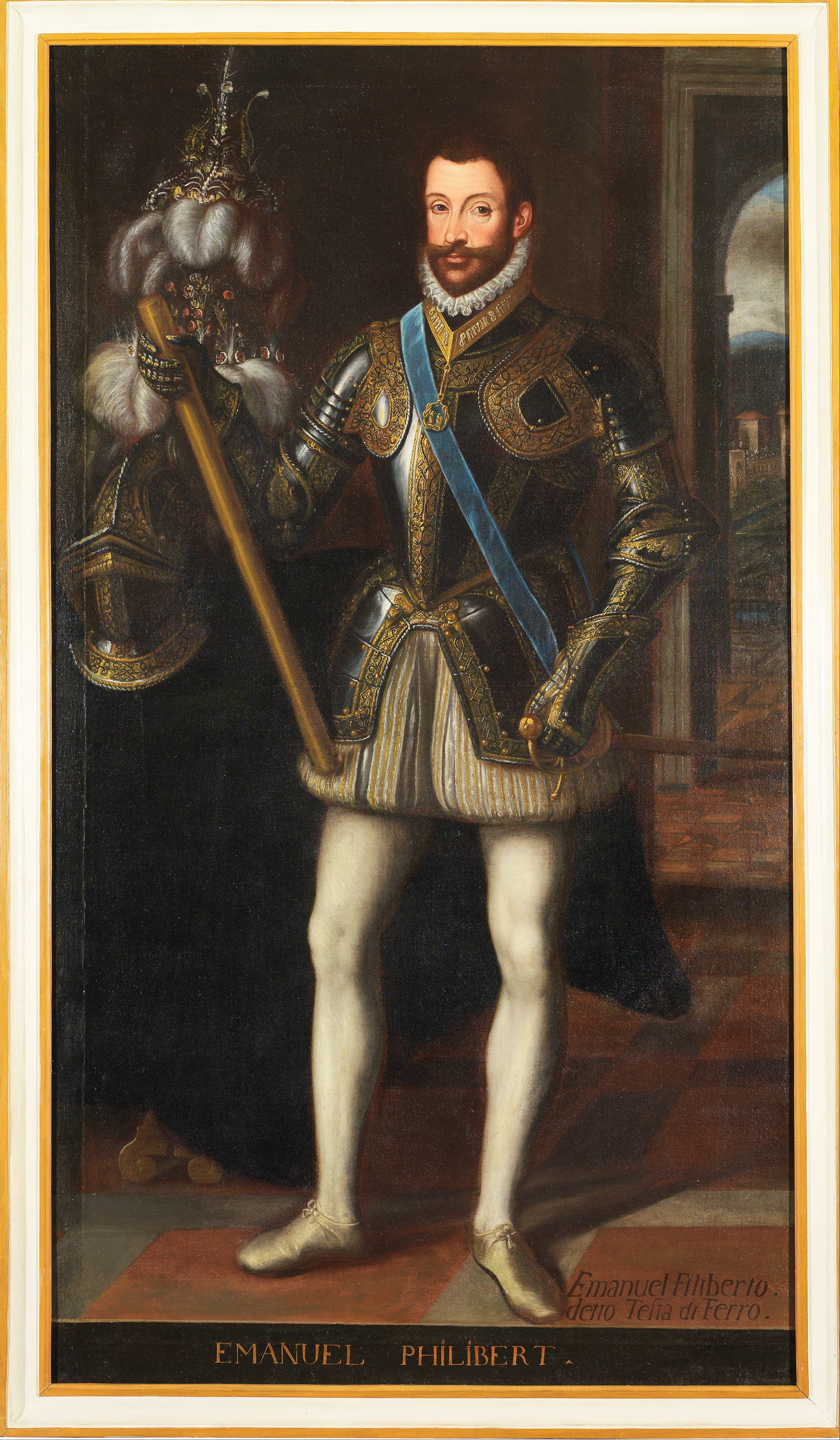
Emanuel Filibert, Duce de Savoia

O lună mai târziu el a devenit Duce de Savoia, la moartea tatălui său, dar acest lucru a fost doar onorific, marea majoritate a teritoriilor fiind ocupate și administrate de către francezi din 1536. În schimb, el a continuat să servească sub habsburgi în speranța că își va recupera pământurile. A servit pentru vărul său Filip al II-lea al Spaniei ca guvernator al Țărilor de Jos în perioada 1555-1559. Din această poziție el personal a condus invazia în nordul Franței și a obținut o victorie strălucitoare în Bătălia de la Saint-Quentin la 10 august 1557.
A fost pețitor al Prințesei Elisabeta a Angliei, fiica regelui Henric al VIII-lea al Angliei. Prin Pacea de la Cateau Cambrésis dintre Franța și Spania, semnată în 1559, ducatul de Savoia a fost redat lui Emanuel Filibert iar el s-a căsătorit cu Margareta a Franței, Ducesă de Berry, sora regelui Henric al II-lea al Franței. Singurul lor copil a fost Carol Emanuel I de Savoia.
În urma morții unchiului său, Henric I al Portugaliei, la 31 ianuarie 1580, Emanuel Filibert a luptat să-și impună drepturile la succesiunea tronului portughez. Și-a dat seama repede că avea o poziție fragilă din cauza pretențiilor lui Filip al II-lea, care a preluat controlul țării, unind Spania și Portugalia.
Emanuel Filibert și-a petrecut domnia recâștigând ceea ce s-a pierdut în războaiele costisitoare cu Franța. Bun strateg politic el a profitat de diferite certuri în Europa pentru a recâștiga încet teritoriile atât de la francezi cât și de la spanioli, inclusiv orașul Torino. De asemenea, el a cumpărat două teritorii. Pe plan intern, el a mutat capitala ducatului de la Chambéry la Torino și a înlocuit latina ca limbă oficială a ducatului cu italiana. El încerca să dobândească teritoriul Saluzzo atunci când a murit la Torino.